# مطار ولاية هارفارد
مطار ولاية هارفارد (إياتا: 08KZ) هو مطار عمومي على بعد ميلين في الشمال الشرقي من هارفارد نبراسكا.